# Joseph Bempah
Joseph Owusu Bempah (Accra, 5 settembre 1995) è un calciatore ghanese, di ruolo difensore.

## Caratteristiche tecniche
È un terzino destro.

## Carriera

### Club
Cresciuto nelle giovanili dell'Hearts of Oak, nel 2017 firma per il Vojvodina da svincolato.
Esordisce con il club serbo il 13 maggio nel match pareggiato 0-0 contro il Radnički Niš.

### Nazionale
Nel 2015 è stato convocato dalla nazionale Under-20 ghanese per disputare i mondiali di categoria.

## Statistiche

### Presenze e reti nei club
Statistiche aggiornate al 3 giugno 2017.
| Stagione            | Squadra             | Campionato          | Campionato | Campionato | Coppe nazionali | Coppe nazionali | Coppe nazionali | Coppe continentali | Coppe continentali | Coppe continentali | Altre coppe | Altre coppe | Altre coppe | Totale | Totale |
| Stagione            | Squadra             | Comp                | Pres       | Reti       | Comp            | Pres            | Reti            | Comp               | Pres               | Reti               | Comp        | Pres        | Reti        | Pres   | Reti   |
| ------------------- | ------------------- | ------------------- | ---------- | ---------- | --------------- | --------------- | --------------- | ------------------ | ------------------ | ------------------ | ----------- | ----------- | ----------- | ------ | ------ |
| 2012-2013           | Inter Allies        | PL                  | 15         | 0          | -               | -               | -               | -                  | -                  | -                  | -           | -           | -           | 15     | 0      |
| 2013-2014           | Inter Allies        | PL                  | 15         | 0          | -               | -               | -               | -                  | -                  | -                  | -           | -           | -           | 15     | 0      |
| 2015                | Inter Allies        | PL                  | 15         | 0          | -               | -               | -               | -                  | -                  | -                  | -           | -           | -           | 15     | 0      |
| 2016                | Inter Allies        | PL                  | 12         | 1          | -               | -               | -               | -                  | -                  | -                  | -           | -           | -           | 12     | 1      |
| Totale Inter Allies | Totale Inter Allies | Totale Inter Allies | 57         | 1          |                 | -               | -               |                    | -                  | -                  |             | -           | -           | 57     | 1      |
| 2016-2017           | Vojvodina           | SL                  | 1          | 0          | CS              | 0               | 0               | -                  | -                  | -                  | -           | -           | -           | 1      | 0      |
| Totale carriera     | Totale carriera     | Totale carriera     | 58         | 1          |                 | 0               | 0               |                    | -                  | -                  |             | -           | -           | 58     | 1      |